# Ceblepyris cucullatus
Ceblepyris cucullatus là một loài chim trong họ Campephagidae.
Nó đôi khi được coi là phân loài của phường chèo Madagascar (Ceblepyris cinereus).
Nó là loài động vật đặc hữu Comoros. Môi trường sống tự nhiên của nó là rừng khô hay rừng ẩm vùng đất thấp nhiệt đới hay cận nhiệt đới. Nó bị đe dọa do mất môi trường sống.